# 三恵
株式会社三恵（さんけい）は、長崎県諫早市にある総合武道具メーカー。

## 沿革
1955年（昭和30年）1月創業、1977年（昭和52年）6月に株式会社三恵洋行として設立。1991年（平成3年）6月に名称変更して現社名となった。
武道具の製造・販売のほか、ノウハウを活かした竹・竹炭製品の製造や炭火焼ホルモン店の経営などに事業を拡大し、2005年（平成17年）には炭火焼ホルモン店等を経営する三恵綜合企画株式会社を、2007年（平成19年）には竹・竹炭製品等を取り扱う環境事業部を三恵商事株式会社として独立・分社化した。
2005年には世界各国の剣道の普及の為に海外事業部を設立。
2006年9月からブルガリア剣道連盟のオフィシャルスポンサーとなっている。
2011年2月に、長崎県長崎市に直営店「三恵　長崎店」を出店。

## 禅旗争奪少年剣道大会
”君の汗は希望の光”をキャッチフレーズに少年少女剣士の健全な育成を目指して
三恵が主催する少年剣道大会。開催地は長崎県諫早市。団体戦と個人戦が行われ、特に個人戦は学年別トーナメントと
なっており、エントリーした全員が出場できるようになっている。また、上位入賞以外に
着装や礼儀作法から選出される特別賞を設けている。2010年からスタートし、現在2回開催している。

## 禅ブランド

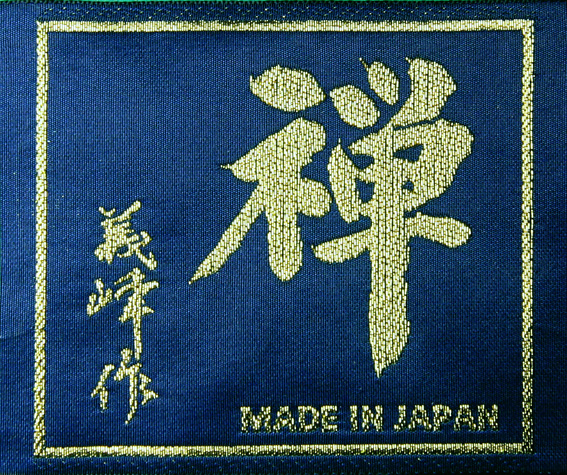
禅義峰作ブランドタグ

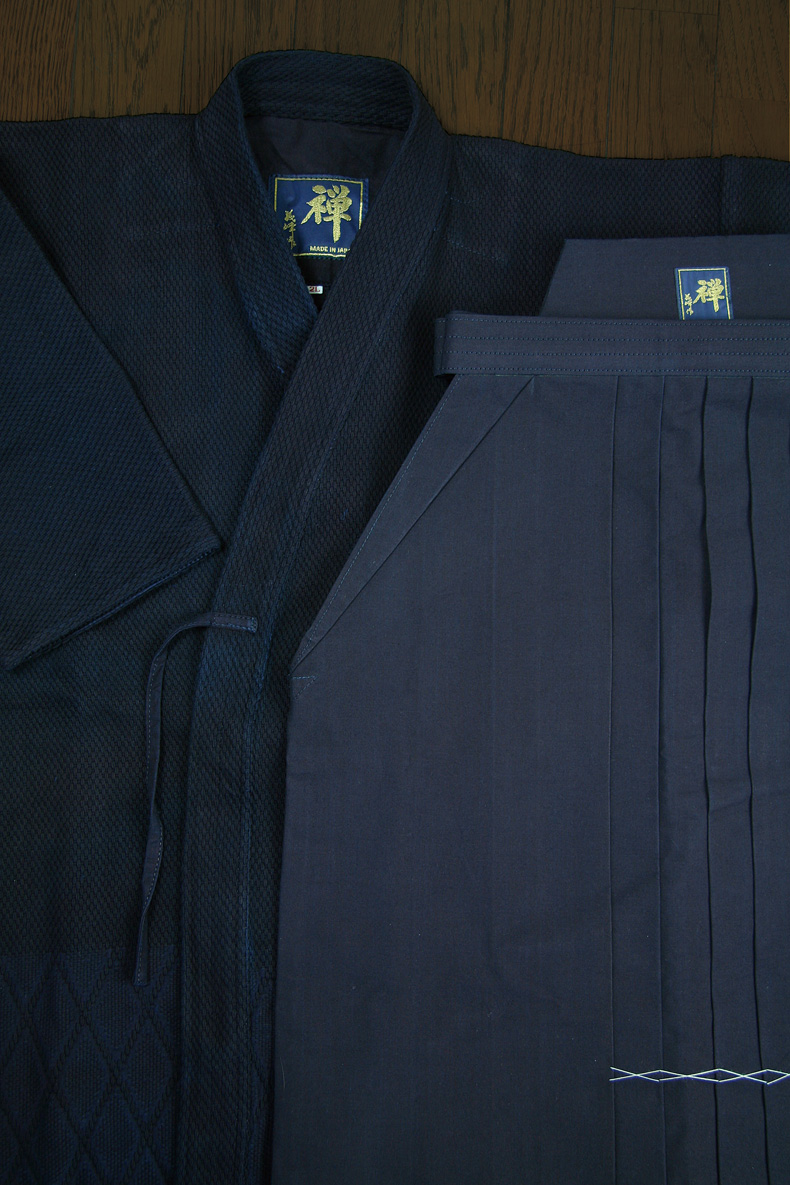
禅義峰作　剣道着・袴

三恵が展開する純国産の剣道着・剣道袴ブランド。使用する生地は伝統ある武州正藍染生地。
長崎県諫早市の自社工場で1枚1枚製作される商品は、その品質の良さから日本国内だけでなく海外の剣道ユーザーからも定評がある。　